# Pavlova Ves
Pavlova Ves (in ungherese Pálfalu) è un comune della Slovacchia facente parte del distretto di Liptovský Mikuláš, nella regione di Žilina.